# Chaniel Nelson
Chaniel Lea Nelson (Elizabeth, 19 agosto 1992) è una pallavolista statunitense.
Gioca nel ruolo di schiacciatrice ed opposto.

## Carriera
La carriera di Chaniel Nelson inizia a livello scolastico, giocando nella formazione della Hopewell High School. Al termine delle scuole superiori, gioca anche a livello universitario, prendendo parte alla Division I NCAA con la University of North Carolina at Chapel Hill: resta legata alla squadra della sua università per cinque anni, saltando immediatamente la stagione 2010 e poi tutta la stagione 2013 per infortunio; durante il suo senior year riceve comunque qualche riconoscimento individuale.
Nella stagione 2015 inizia la carriera professionistica, giocando nella Liga de Voleibol Superior Femenino per le Leonas de Ponce: nel mese di marzo però è costretta a lasciare la squadra a causa di un infortunio, terminando in anticipo la propria stagione.

## Palmarès

### Premi individuali
- 2014 - All-American Second Team
- 2014 - Division I NCAA statunitense: Minneapolis Regional All-Tournament Team